# Oswaldella rigida
Oswaldella rigida är en nässeldjursart som beskrevs av Peña-Cantero, Svoboda och Vervoort 1997. Oswaldella rigida ingår i släktet Oswaldella och familjen Kirchenpaueriidae.
Artens utbredningsområde är Södra Ishavet. Inga underarter finns listade i Catalogue of Life.